# No Vaseline
No Vaseline è un brano musicale hip hop del rapper statunitense Ice Cube incluso nel suo secondo album solista, Death Certificate del 1991. Prodotto da Ice Cube e Sir Jinx, è conosciuto come uno tra i più famosi brani di diss, ovvero una canzone che si propone come diffamazione e insulto verbale a persone o gruppi. Da questo punto di vista viene largamente considerato un "classico" del genere. 
Per volere della Island Records, casa distributrice dei dischi di Ice Cube per il mercato europeo, la versione britannica di Death Certificate omise la canzone, insieme a un'altra traccia controversa intitolata Black Korea.
La canzone contiene pesanti insulti nei confronti dei membri dell'ex gruppo di Ice Cube, i N.W.A, da lui lasciato nel dicembre 1989. Gli antagonisti presi di mira dalle invettive sono Eazy-E, Dr. Dre, MC Ren, DJ Yella e il loro manager, Jerry Heller, che Ice Cube incolpa della sua fuoriuscita dalla band.

## Descrizione
Ice Cube incise il brano come risposta ai commenti fatti dai N.W.A nei suoi confronti nell'EP 100 Miles and Runnin' e nell'album Niggaz4Life.
Il primo minuto della canzone è un riferimento al pezzo Message to B.A. dei N.W.A., nel quale loro definivano Ice Cube un "Benedict Arnold" e un "Ice-T dei poveri". Ice Cube quindi procede con il suo dissing nei confronti degli ex compagni e del loro manager.
Ice Cube attacca Eazy-E e Heller con parole particolarmente dure, criticando la decisione di Eazy di allinearsi con Heller («Heard you both got the same bank account/Dumb nigga, What you thinkin' 'bout?») e accusando entrambi di influenzare negativamente gli altri membri del gruppo («You little maggot, Eazy E-turned-faggot/With your manager, fella - fuckin' MC Ren, Dr. Dre, and Yella»). Inoltre nel testo Ice Cube si riferisce alla sua decisione di lasciare la Ruthless Records: «You lookin' like straight bozos, I saw it comin', that's why I went solo ... You got jealous when I got my own company. But I'm a man, and ain't nobody humpin' me»; per poi criticare la partecipazione di Eazy-E ad una cena di beneficenza del partito repubblicano presieduta dall'allora presidente George H. W. Bush. Sono inoltre presenti riferimenti antisemiti al manager dei N.W.A. Jerry Heller («With a white Jew tellin' you what to do») che, secondo Ice Cube, li sta "fottendo senza vaselina", appunto (da qui il titolo del brano). Tali commenti antisemiti furono oggetto di protesta da parte del rabbino Abraham Cooper del centro Simon Wiesenthal di Los Angeles che dichiarò: «Non stiamo chiedendo a Ice Cube di mascherare la realtà delle strade. Segnala con tutti i mezzi possibili i problemi sociali, ma non sfruttarli trasformando un battibecco professionale tra un ex manager e un artista in una disputa razziale». Ice Cube rispose alle accuse di razzismo affermando: «Sbaglia il rabbino a chiamarmi antisemita. Io rispetto gli ebrei perché sono un popolo unito. Vorrei che anche i neri fossero così uniti».
La canzone apparve nella compilation Death Row Greatest Hits, sebbene non fosse stata pubblicata dalla Death Row Records. Si suppone che Suge Knight volle includere il pezzo come atto di animosità nei confronti di Dr. Dre. La parola "Jew" fu censurata sull'album della Death Row ma non in Death Certificate.

## Conseguenze
I N.W.A non risposero mai alla canzone come gruppo. Non molto tempo dopo la pubblicazione del pezzo, Dr. Dre lasciò la band, citando gli scarsi introiti economici a lui spettanti. Questo portò allo scioglimento dei N.W.A. Dr. Dre e il suo protetto Snoop Dogg in seguito dissarono Eazy-E nella canzone Fuck wit Dre Day (And Everybody's Celebratin') (e Heller nel video) inclusa nell'album The Chronic, causando la risposta di Eazy-E con il brano Real Muthaphuckkin G's.
Quando nel 1995 Eazy-E era prossimo alla morte a causa dell'AIDS, Ice Cube e Dre lo andarono a trovare in ospedale. Cube dichiarò che quando arrivò per fare visita a Eazy, Dre gli disse che Eazy aveva perso conoscenza. Cube lasciò l'ospedale senza vedere Eazy e disse a Dre di chiamarlo quando si fosse svegliato. Più tardi Dre telefonò a Cube per dirgli che Eazy era morto.

## Campionamenti inclusi nel brano
- Dazz dei Brick
- Vapors di Biz Markie
- Atomic Dog di George Clinton
- Hit by a Car di Eddie Murphy
- Turn off the Radio e Better off Dead di Ice Cube
- It's My Thing di Marva Whitney
- To Da Break of Dawn di LL Cool J
- Dopeman, 8 Ball, A Bitch Iz A Bitch, Message to B.A. e Prelude dei N.W.A
- Ball of Confusion (That's What the World Is Today) dei The Temptations

## Riferimenti in altri media
La canzone è inclusa nel film biografico sui N.W.A Straight Outta Compton del 2015, che mostra Ice Cube (interpretato sullo schermo da suo figlio O'Shea Jackson Jr.) mentre incide la canzone in risposta agli attacchi dei N.W.A. Jerry Heller (interpretato da Paul Giamatti) fa ascoltare la canzone agli altri membri del gruppo, che rimangono sconvolti dalle offese.